# Dharoti Khurd
Dharoti Khurd è una suddivisione dell'India, classificata come census town, di 34.015 abitanti, situata nel distretto di Ghaziabad, nello stato federato dell'Uttar Pradesh. In base al numero di abitanti la città rientra nella classe III (da 20.000 a 49.999 persone).

## Geografia fisica
La città è situata a 28° 44' 51 N e 77° 18' 39 E.

## Società

### Evoluzione demografica
Al censimento del 2001 la popolazione di Dharoti Khurd assommava a 34.015 persone, delle quali 18.445 maschi e 15.570 femmine. I bambini di età inferiore o uguale ai sei anni assommavano a 5.801, dei quali 3.145 maschi e 2.656 femmine. Infine, coloro che erano in grado di saper almeno leggere e scrivere erano 19.589, dei quali 12.333 maschi e 7.256 femmine.